# Ōharae-shiki
| Rituel impérial japonais (en) modifier                                                     |
| Janvier                                                                                    |
| Shihohai・Saiten-sai (ja)                                                                  |
| Genshi-sai (ja)                                                                            |
| Début de la performance musicale (ja)                                                      |
| Festival de l'Empereur Showa (Festival de l'Empereur précédent (ja))                       |
| Festival de l'Empereur Kōmei                                                               |
| Février                                                                                    |
| Kinen-sai                                                                                  |
| Anniversaire de l'empereur                                                                 |
| Mars                                                                                       |
| Festival de l'apaisement des fleurs - Ōmiwa-jinja                                          |
| Kōreisai (en) du printemps Festival du sanctuaire du printemps Festival du sanctuaire (ja) |
| Avril                                                                                      |
| Festival des vêtements sacrés - Sanctuaire d'Ise                                           |
| Festival Saegusa - Isagawa-jinja                                                           |
| Festival du Grand Tabou - Hirose-jinja                                                     |
| Festival du dieu du vent - Tatsuta-taisha                                                  |
| Festival Jimmu (ja)・Kōrei-den (en) Kagura                                                 |
| Juin                                                                                       |
| Rituel de la lune (ja)                                                                     |
| Festival de l'apaisement du feu (ja)                                                       |
| Festival de la route (ja)                                                                  |
| Yoori・Ōharae-shiki                                                                        |
| Juillet                                                                                    |
| Festival du Grand Tabou - Hirose-jinja                                                     |
| Festival du dieu du vent - Tatsuta-taisha                                                  |
| Septembre                                                                                  |
| Festival des vêtements sacrés - Sanctuaire d'Ise                                           |
| Kōreisai (en) d'automne Festival du sanctuaire d'automne Festival du sanctuaire (ja)       |
| Festival Kannamesai (en) - Sanctuaire d'Ise                                                |
| Novembre                                                                                   |
| Festival Ainame (ja)                                                                       |
| Festival de l'apaisement des âmes                                                          |
| Niiname-sai (Daijosai)                                                                     |
| Décembre                                                                                   |
| Kashiko dokoro (ja) Kagura sacré                                                           |
| Festival de l'Empereur Taishō                                                              |
| Rituel de la lune (ja)                                                                     |
| Festival de l'apaisement du feu (ja)                                                       |
| Festival de la route (ja)                                                                  |
| Yoori・Ōharae-shiki                                                                        |

Ōharae-shiki est un rituel shinto également connu sous le nom de Grande Purification,. Le nom Oharae signifie littéralement Grand Harae.
Le rituel était organisé deux fois par an comme un festival à la fin des sixième et douzième mois, mais aussi de manière ad hoc chaque fois qu'une grande purification était nécessaire, comme après qu'une personne avait commis une offense, ou un Daijosai ou qu'un prince ou une princesse non marié(e) vait visité Ise Jingu ou les sanctuaires Kamo,:7.
Il a lieu chaque année le 30 juin et le 30 décembre. Cette dernière a parfois lieu le soir du Nouvel An.
Les Engishiki précisent l'implication impériale dans quatre festivals, le Kinen-sai, les deux Ōharae-shiki et Niiname-no-Matsuri en guise d'hommage:36.
Oharae no Kotoba (en) sont des prières utilisées dans ce processus.
Cela se fait également au sanctuaire Isonokami.

## Histoire
Les historiens affirment que les rites Ōharae réguliers ont commencé à la fin du VIIe siècle . Ils ont évolué au fil du temps, notamment jusqu'au XVe siècle. Ces changements étaient liés aux mises à jour du système ritsuryō, un ensemble de lois et de règles, au VIIIe siècle.
Durant la période Edo (1603-1868), Ōharae changea à nouveau. Durant la période Meiji (1868-1912), certaines parties de l’ancien rite furent rétablies.
La purification est devenue plus importante pour préparer ce rituel et Yoori est devenu plus important lors de la restauration Meiji:362.

## Minazuki-barae
Les gens confondent souvent l'Ōharae du sixième mois avec le Minazuki-barae (水無月祓), un autre rite de purification qui a lieu à cette époque. Cependant, chacun avait son propre but et son importance dans les rituels de la cour.

## Voir également
- Guirlande